# Prémio Nobel de Fisiologia ou Medicina
O Prémio (português europeu) ou Prêmio (português brasileiro) Nobel de Fisiologia ou Medicina (em sueco: Nobelpriset i fysiologi eller medicin) é uma distinção científica atribuída anualmente pelo Instituto Karolinska e regulado pela Fundação Nobel, distinguindo descobertas notáveis nos campos das ciências da vida, da fisiologia ou da medicina. É um dos cinco prémios Nobel estabelecidos em 1895 pelo químico sueco Alfred Nobel, o inventor da dinamite, no seu testamento. Alfred Nobel estava pessoalmente interessado em fisiologia experimental e quis estabelecer um prémio ao progresso científico através de descobertas efetuadas em laboratório. O Prémio Nobel de Fisiologia ou Medicina é apresentado ao(s) destinatário(s) em conjunto com os restantes prémios Nobel numa cerimónia anual realizada em 10 de dezembro, o aniversário da morte de Nobel, juntamente com um diploma, uma medalha, e um certificado relativo ao prémio monetário. O lado da frente da medalha tem a imagem de perfil de Alfred Nobel.
Até ao ano de 2024, foram concedidos 115 Prémios Nobel de Fisiologia ou Medicina a 216 homens e 13 mulheres. O primeiro foi atribuído em 1901 ao fisiologista alemão Emil von Behring, pelo seu trabalho em terapia de soro e desenvolvimento de uma vacina contra a difteria. A primeira mulher a receber o prémio foi Gerty Cori, que em 1947 viu reconhecido o seu papel na elucidação do metabolismo da glicose, importante em muitos aspetos da medicina, incluindo o tratamento da diabetes.
Alguns prémios foram controversos, como o do português António Egas Moniz em 1949 que distinguiu o seu trabalho na lobotomia, concedido apesar de protestos da comunidade médica. Outras controvérsias resultaram de desentendimentos sobre quem foi incluído no prémio. O prémio de 1952 de Selman Waksman foi litigado no tribunal e metade dos direitos de patente concedidos ao seu co-descobridor Albert Schatz, que não foi reconhecido pelo prémio. O prémio de 1962 concedido a James D. Watson, Francis Crick e Maurice Wilkins pelo seu trabalho em estrutura e propriedades de DNA não reconheceu o trabalho contribuidor de outros, como Oswald Avery e Rosalind Franklin, que morreram no momento da nomeação. Uma vez que as regras do prémio proíbem as nomeações de falecidos, a longevidade é um ativo, sendo um prémio concedido até 50 anos após a descoberta. Também é proibida a concessão do prémio a mais de três destinatários, e como no último meio século tem havido uma tendência crescente para que os cientistas trabalhem em equipas, esta regra resultou em exclusões sempre polémicas.